# Rainy Day
Rainy Day war ein Schweizer Schlager-Trio der 1980er Jahre.

## Werdegang
Die Mitglieder waren Rose Rengel, Franz Müller und Gerry Braukmann.
Als Gewinner der Vorauswahl durften sie beim Concours Eurovision de la Chanson 1984 in Luxemburg für die Schweiz antreten. Mit dem Schlager Welche Farbe hat der Sonnenschein? erreichten sie Platz 16.
Mit dem Tod von Franz Müller Ende der 1980er Jahre wurde die Gruppe aufgelöst.